# Antiblemma pelops
Antiblemma pelops är en fjärilsart som beskrevs av William Schaus 1914. Antiblemma pelops ingår i släktet Antiblemma och familjen nattflyn. Inga underarter finns listade i Catalogue of Life.